# Bronisław Colonna-Czosnowski
Bronisław Władysław Tadeusz Colonna-Czosnowski (ur. 27 października 1873 w Warszawie, zm. 11 sierpnia 1949 w Sopocie) – polski architekt, inżynier budownictwa.

## Życiorys
Urodził się w rodzinie Władysława Czosnowskiego i Karoliny z Paulów, jego młodszym bratem był Tadeusz Józef Czosnowski. Po ukończeniu gimnazjum opuścił Warszawę aby rozpocząć studia na wydziale architektury Politechniki w Dreźnie, które ukończył uzyskując dyplom architekta w 1898 roku. Od 1915 do 1917 służył w wojsku rosyjskim w stopniu kapitana, w 1918 osiadł w Rzeżycy, gdzie był członkiem Polskiego Komitetu Obywatelskiego i wydawał pismo Towarzystwa Przyjaciół Rzeżycy. Uwięziony przez władze sowieckie uciekł z więzienia. Po wejściu do miasta wojsk niemieckich otrzymał funkcję wiceburmistrza i architekta miejskiego. Wycofujący się Niemcy aresztowali Bronisława Colonnę-Czosnowskiego, uwolniono go 11 listopada 1918. Wkrótce przeniósł się do Warszawy, gdzie otrzymał funkcję prezesa Organizacji Inteligencji Polskiej oraz prezesa Koła Wychowanków Politechniki Drezdeńskiej. 22 kwietnia 1922 poślubił Ludwikę z Odyniec-Omylińskich. Do 1939 mieszkał w przez siebie zaprojektowanej kamienicy na warszawskiej Ochocie. Po 1945 zamieszkał w Sopocie, gdzie zmarł. Spoczywa na cmentarzu katolickim w Sopocie (kwatera F2-19-12).

## Twórczość

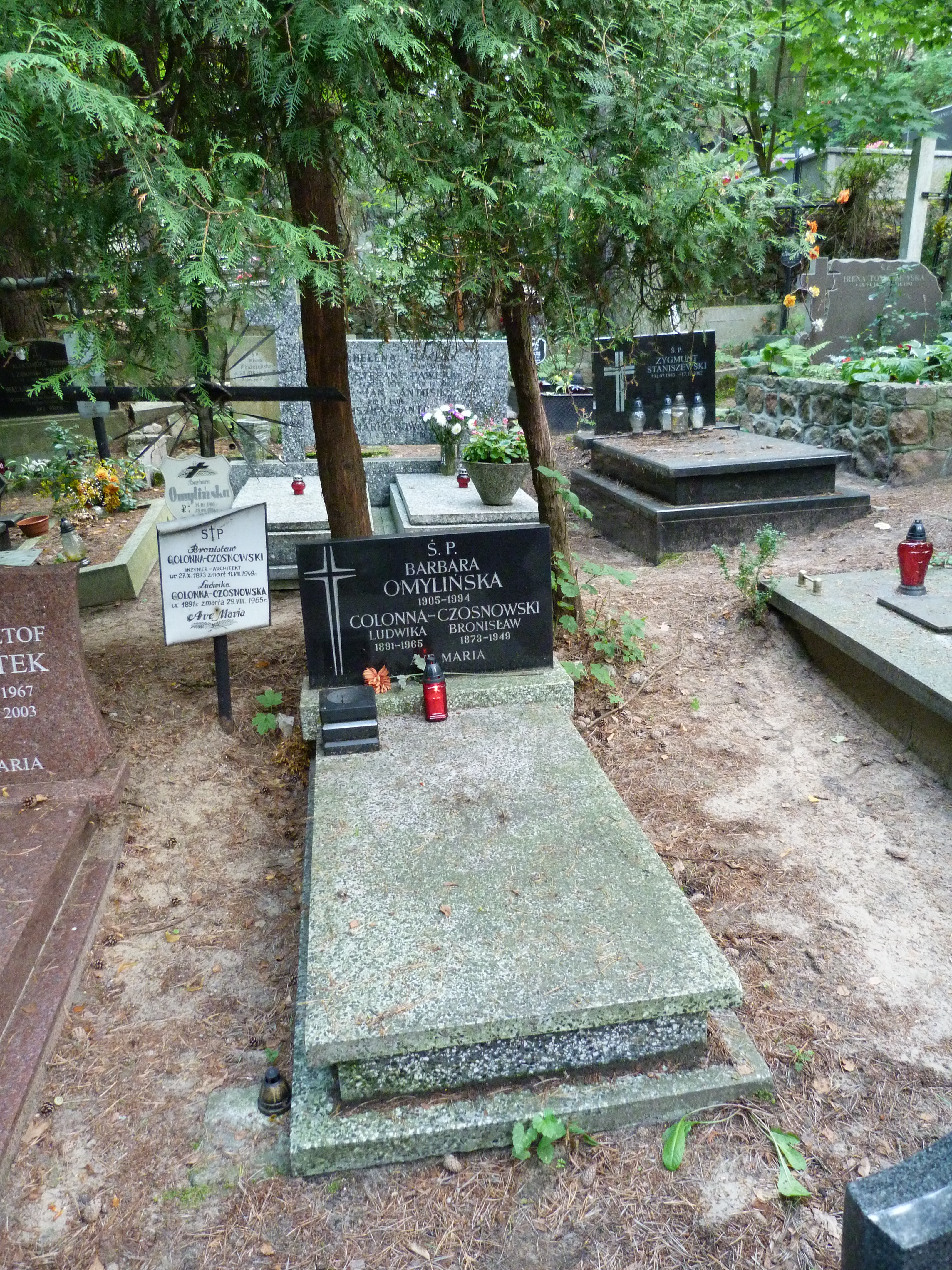
Grób Bronisława Colonny-Czosnowskiego na cmentarzu katolickim w Sopocie

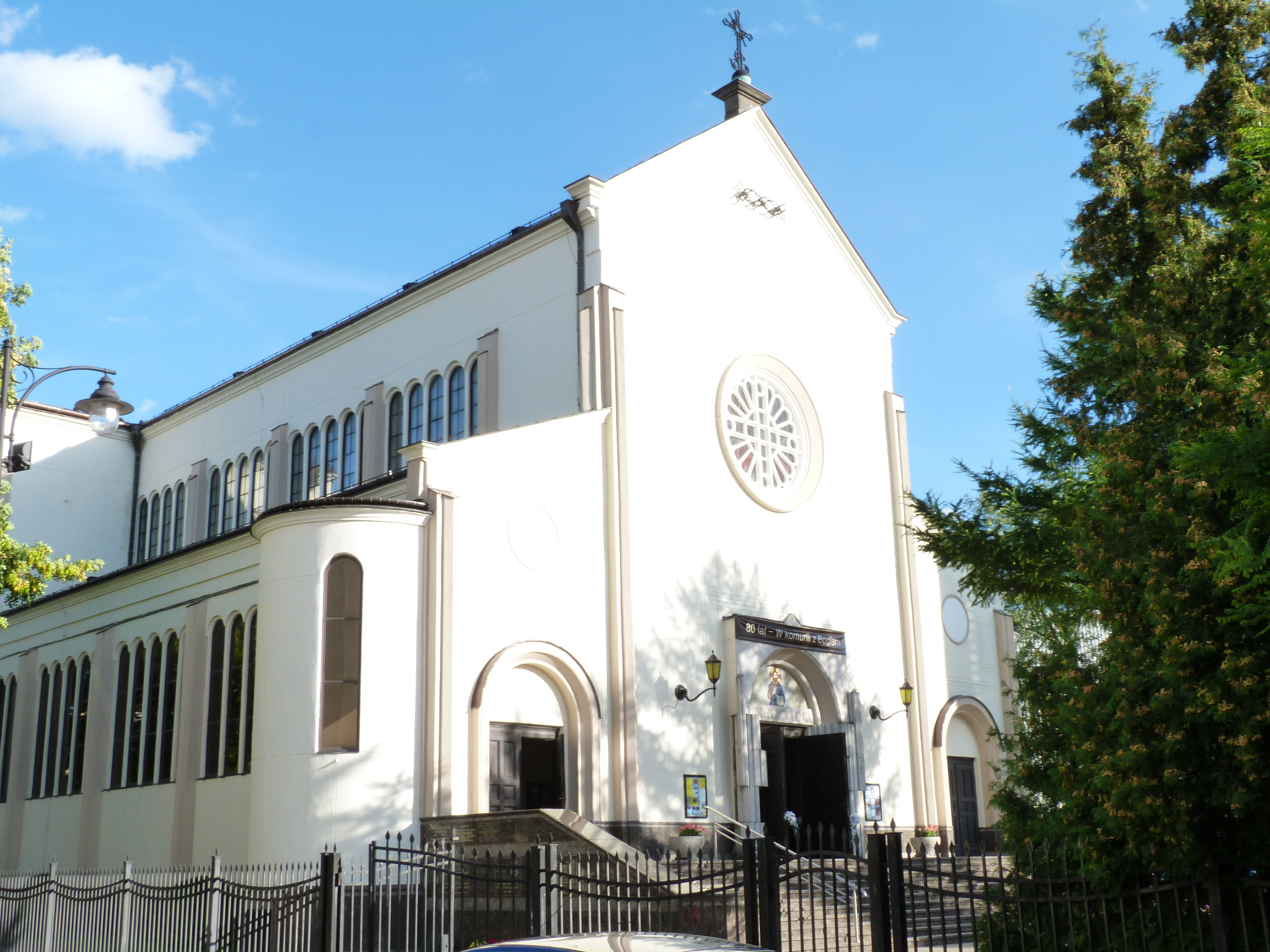
Kościół pw. Chrystusa Króla w Warszawie zaprojektowany przez Bronisława Colonnę-Czosnowskiego (1931)

Był architektem o ogromnym dorobku, projektował zarówno budynki mieszkalne, użyteczności publicznej i obiekty sakralne, jak również obiekty inżynieryjne. Wiele obiektów jest dziełami Bronisława Colonny-Czosnowskiego lub są przypisywane jego autorstwu, znajdują się one zarówno w Polsce jak i w Niemczech, Austrii i Rosji.

## Był twórcą m.in.
- Kościół w Quaditz (Gaworzyce?)
- Kościół Świętego Józefa Oblubieńca Najświętszej Maryi Panny w Baranowie[2]
- Kościół pw. św. Zygmunta w Słomczynie (restauracja i rozbudowa dotychczasowej świątyni)
- Kościół Chrystusa Króla w Warszawie
- Hotel Savoy w Warszawie (nie istnieje)
- Hotel Terminus w Warszawie (nie istnieje)
- Hotel Francuski w Krakowie
- Hotel Bristol w Warszawie (przygotowanie projektu konkursowego a następnie współkierownictwo budowy)
- Most Poniatowskiego w Warszawie (elementy architektoniczne)

## Wille i pałacyki w Konstancinie-Jeziornie m.in.
- Wille,
  1. Willa Gryf[3] (inne nazwy Własny Kąt, Zagadka),
  2. Willa Jagiellonka[4],
  3. Willa Kasztanka[5],
  4. Willa Muszka[6],
  5. Willa Szwajcarska[7],
  6. Willa Moja[8],
  7. Wille Leonówka, Biała, Zameczek – remonty generalne z przebudową[6].
- Wodociąg ze studnią i wieżą ciśnień w Konstancinie-Jeziornie[7]
- Kasyno w Konstancinie-Jeziornie[7]
- Kamienice w Warszawie m.in.
  1. ul. Piękna 60[9],
  2. ul. Dorotowska 7,
  3. zabudowa przy ul. Jana Długosza w Warszawie, Wawelskiej w Warszawie, Częstochowskiej w Warszawie.
- Wille w Warszawie (wspólnie ze Stanisławem Grochowiczem) m.in.
  1. ul. Sułkowskiego 28,
  2. ul. Sułkowskiego 32[10].

## Sprostowanie
W licznych opracowaniach znajdują się mylne informacje dotyczące autora projektu. Zamiast Bronisława Colonny-Czosnowskiego podaje się błędnie imię Bolesław, a jako nazwisko Colonna-Walewski.